# Nishi Shinjuku
Nishi-Shinjuku (西新宿, littéralement Shinjuku-Ouest) est un quartier d'affaires de l'arrondissement de Shinjuku à Tokyo. Avant de s'appeler Nishi-Shinjuku, ce quartier s'appelait Tsunohazu (角筈).
Nishi-Shinjuku fut le premier quartier de Tokyo à accueillir des gratte-ciel, avec le Keio Plaza Inter-Continental dans les années 1970. De nombreux gratte-ciel l'ont rejoint.
L'un des plus emblématiques étant le Siège du gouvernement métropolitain de Tokyo, l'un des plus hauts de la ville, construit par Kenzō Tange.
Les constructions se poursuivent à Nishi-Shinjuku et dans l'ouest de Shinjuku, un peu plus éloigné du centre-ville.
Le programme de redéveloppement Nishi-Shinjuku 3-Chōme Redevelopment prévoit notamment la construction de quatre gratte-ciel dont l'un deviendra le plus haut du Japon.

Les tours avec le mont Fuji.

## Économie
H.I.S. a son quartier général dans la Shinjuku Oak Tower.
Seiko Epson a ses bureaux tokyoïtes dans le Shinjuku NS Building.

## Gratte-ciel de Nishi-Shinjuku

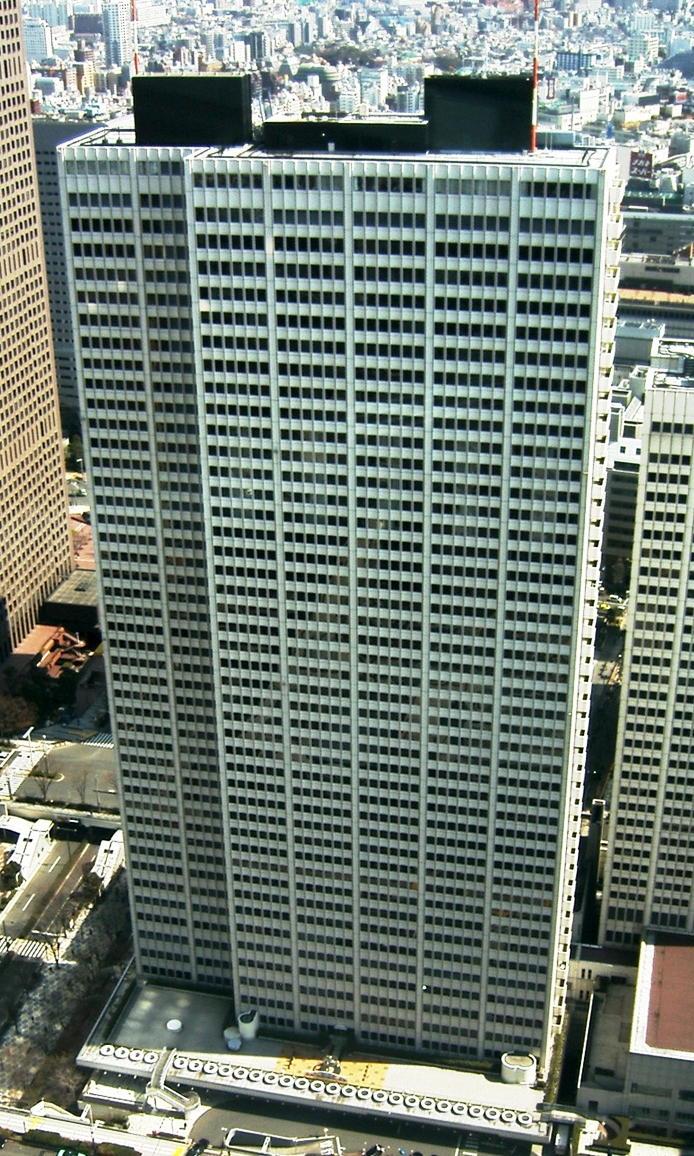
Keio Plaza Hotel (1971)
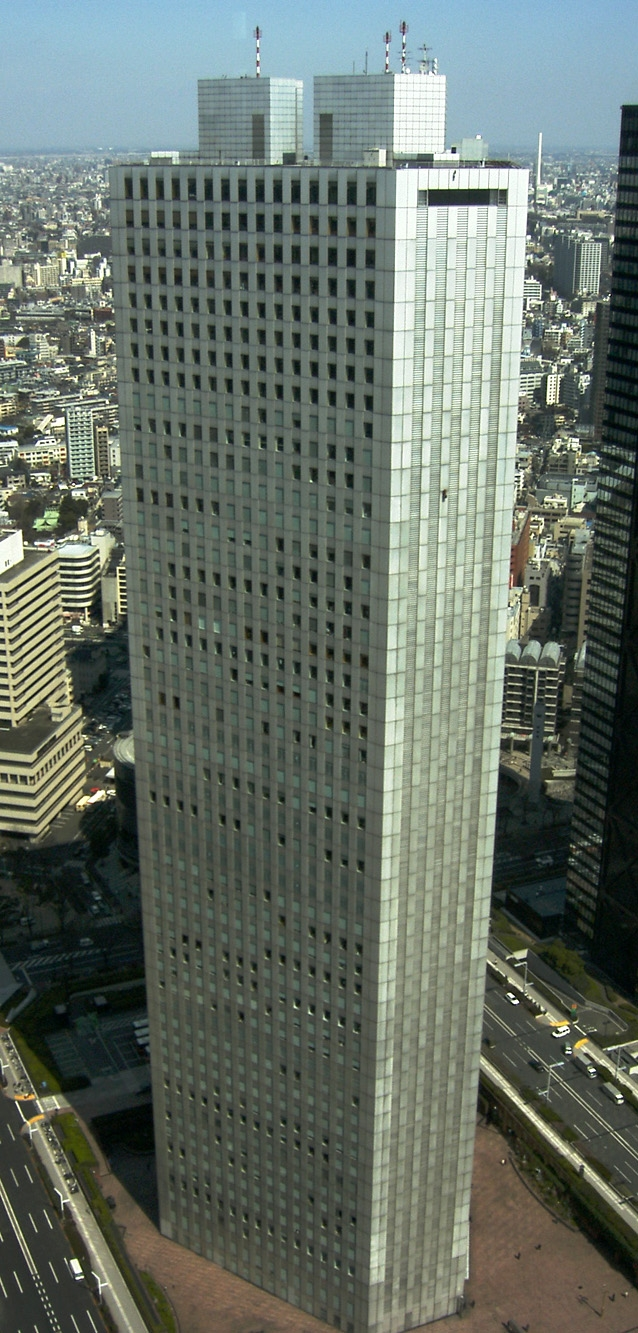
Shinjuku Sumitomo Building (1974)
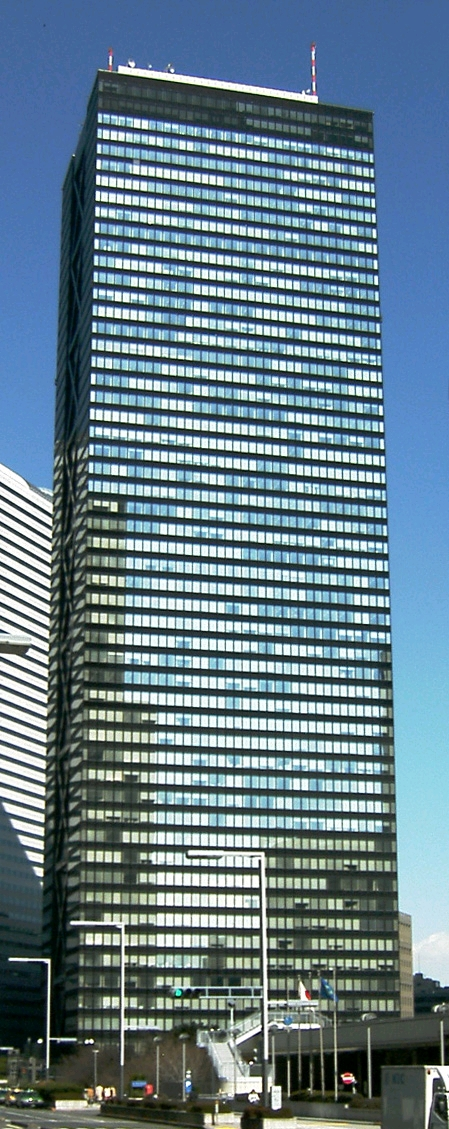
Shinjuku Mitsui Building (1974)
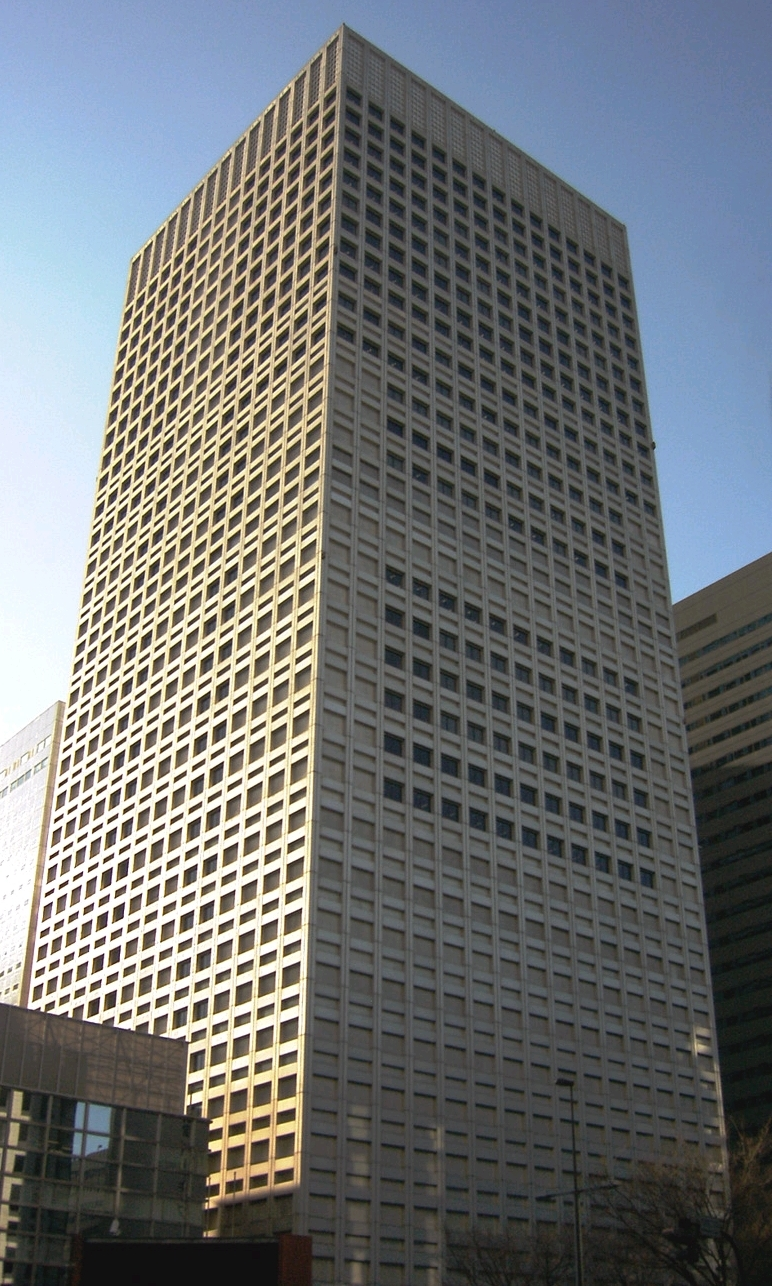
Shinjuku KDDI Building (1974) (ex-KDD Honsha Building)
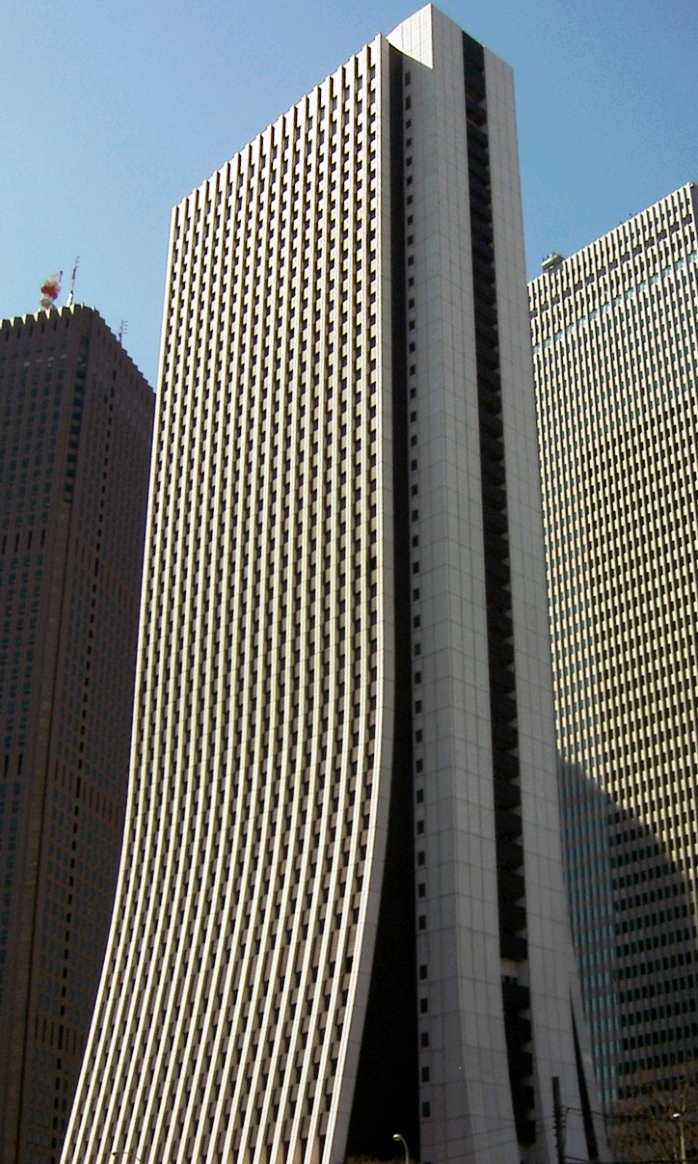
Shinjuku Sompo Japan Building (1976) (ex-Yasuda Kasai Kaijo Building)
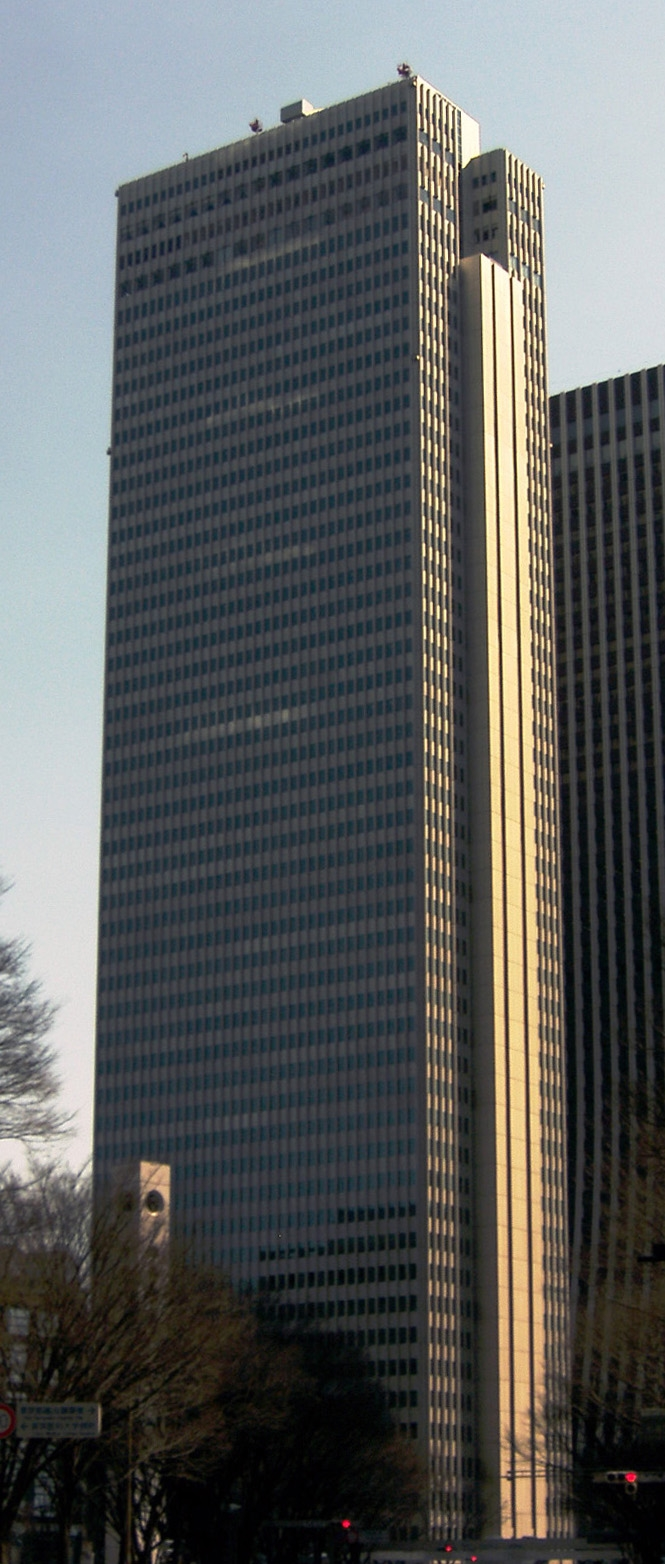
Shinjuku Nomura Building (1978)
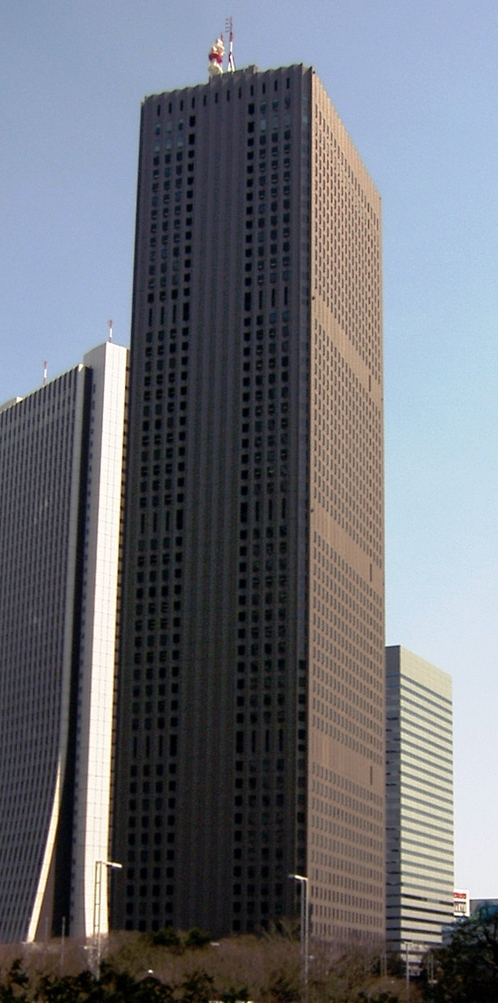
Shinjuku Center Building (1979)
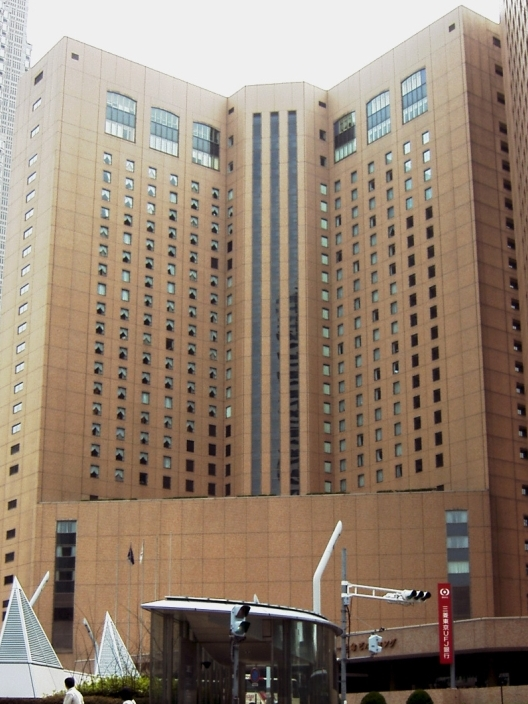
Century Hyatt Tokyo (1980)
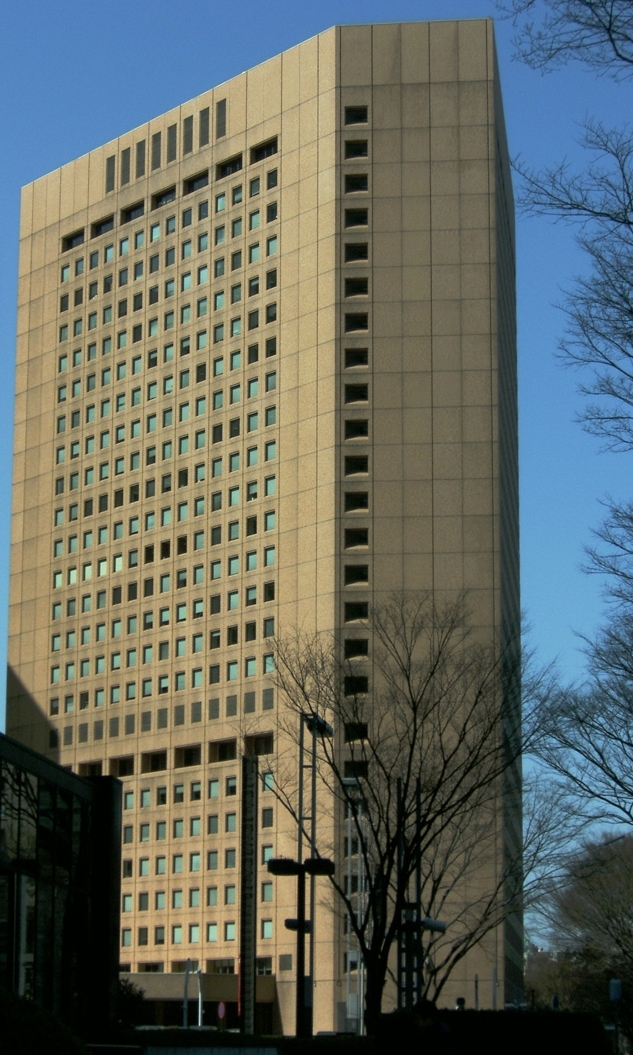
Shinjuku Dai-ichi-seimei Building (1980)
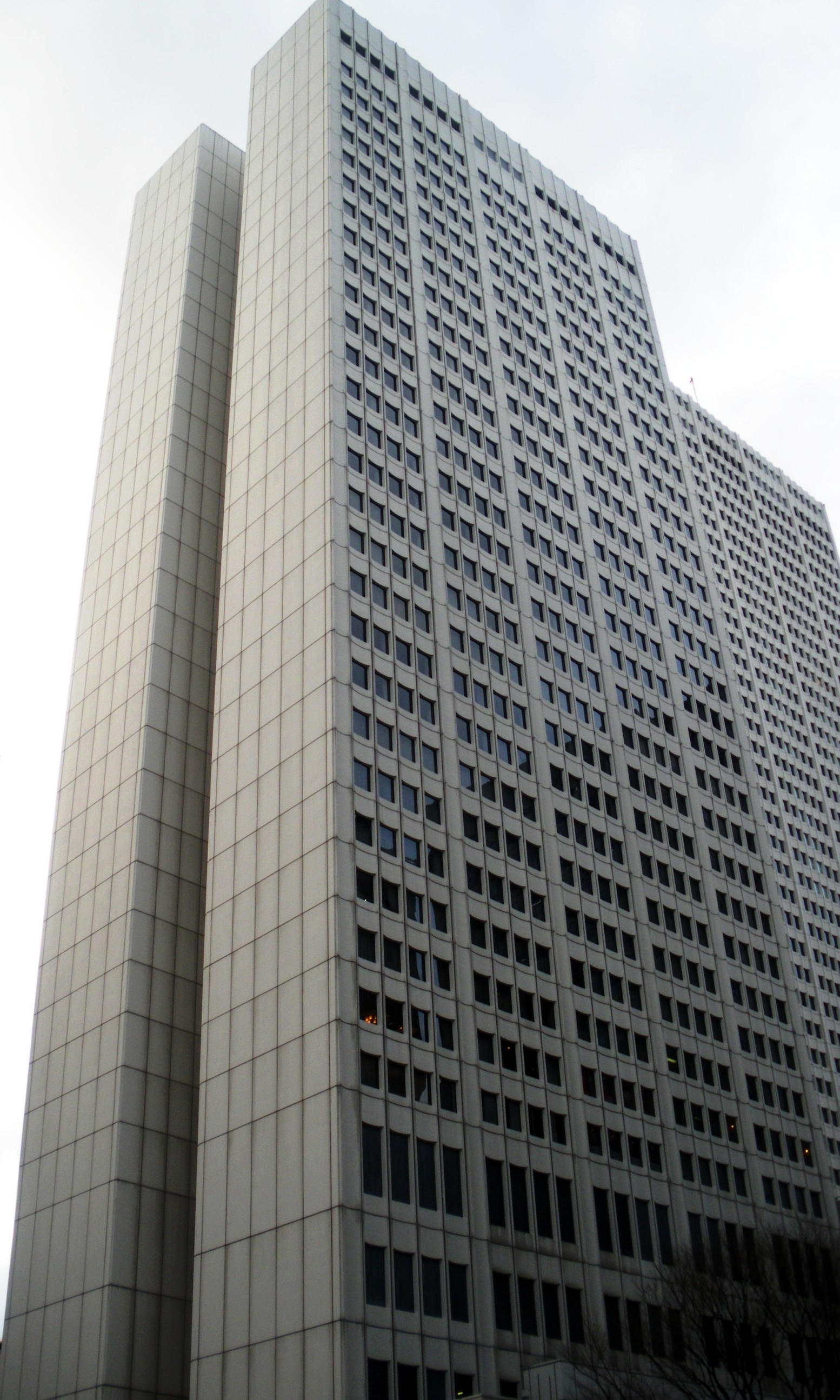
South Tower, Keio Plaza Hotel (1980)
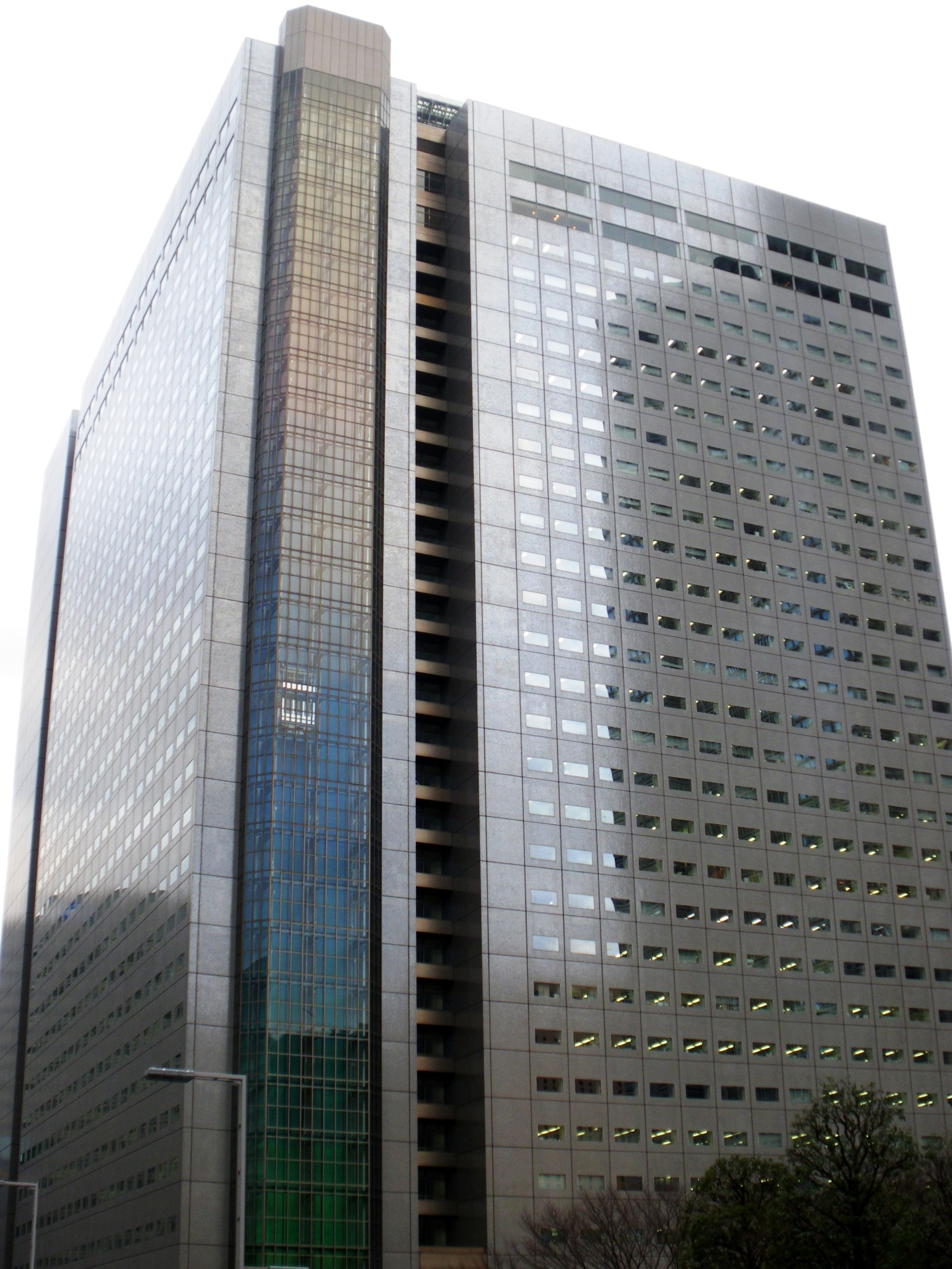
Shinjuku NS Building (1982)
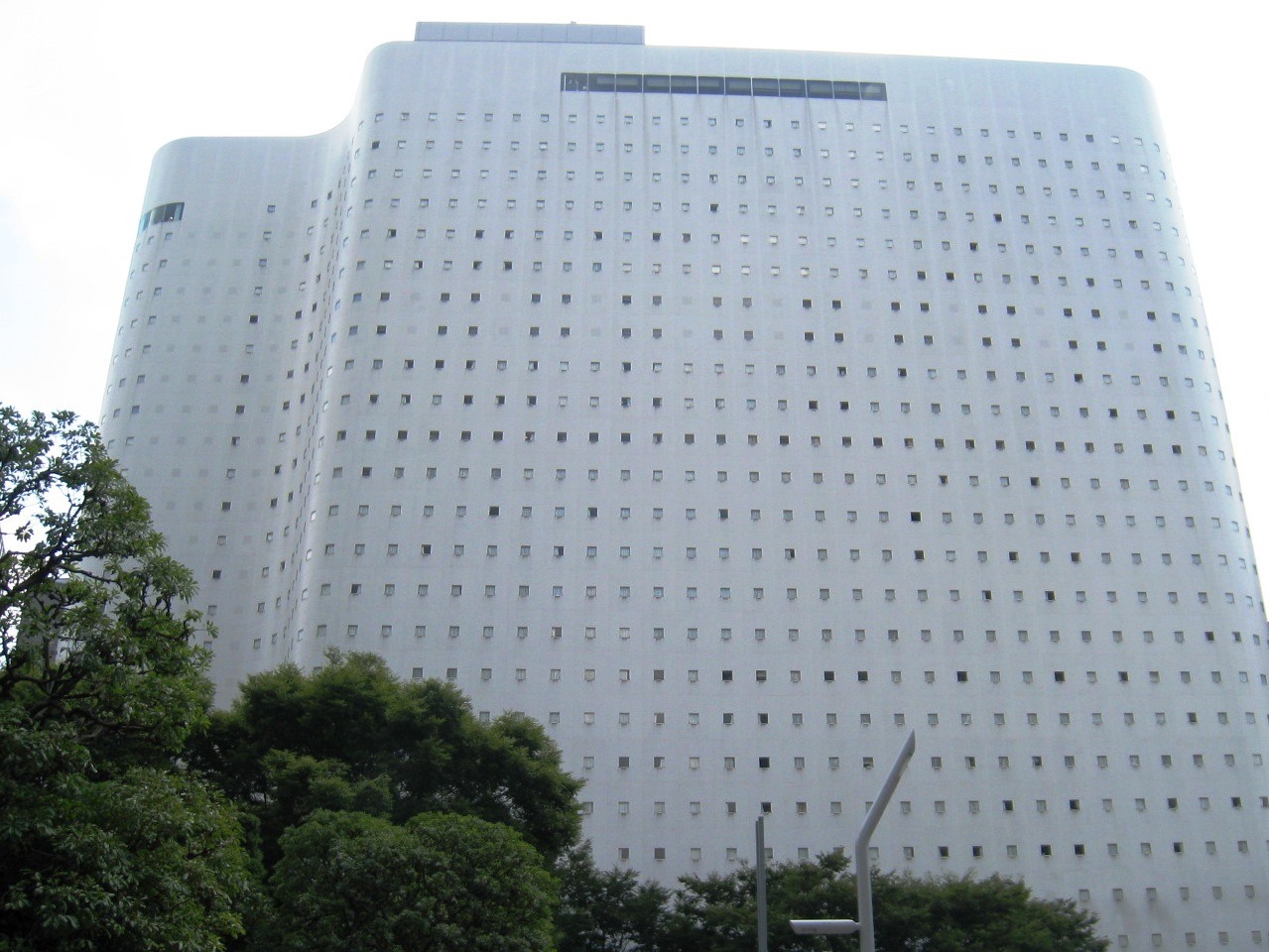
Shinjuku Washington Hotel (1983)
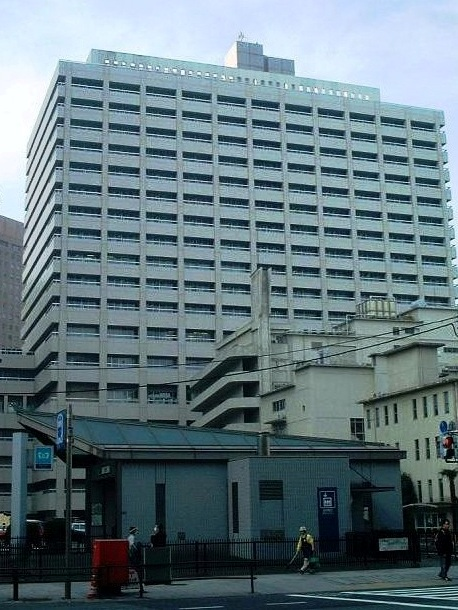
Tokyo Medical University Hospital (1986)
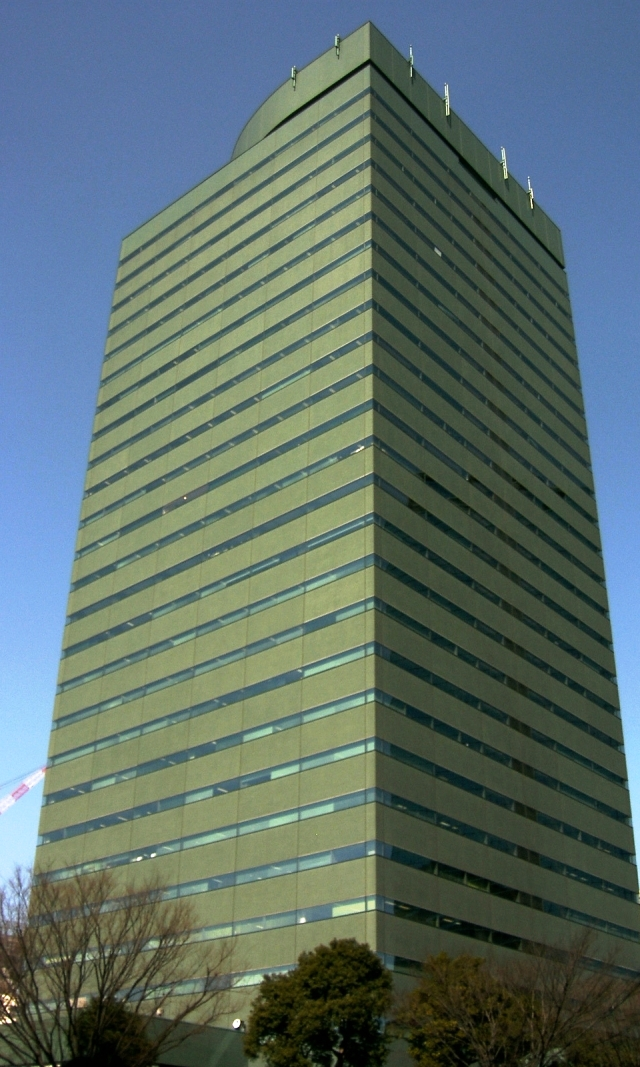
Shinjuku Green Tower (1986)
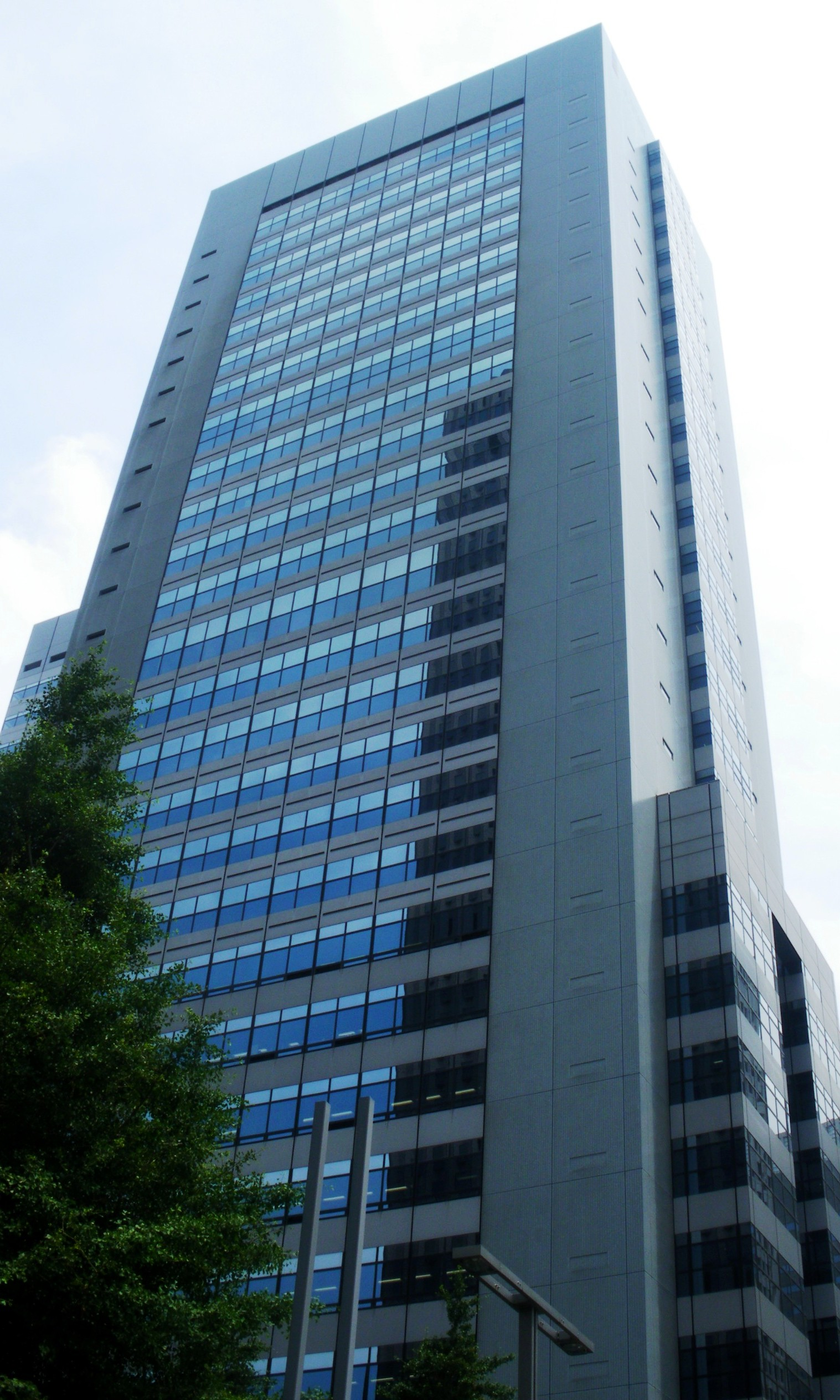
Kougakuin University S-Tec Building (1989)
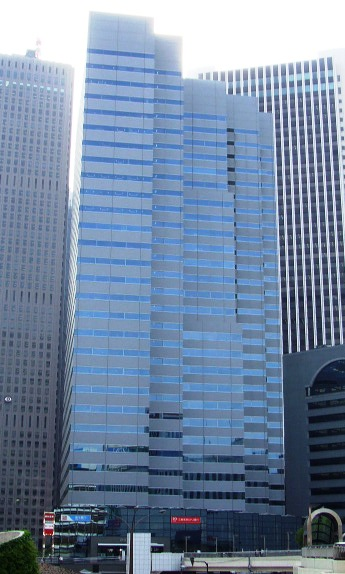
Shinjuku L Tower (1990)
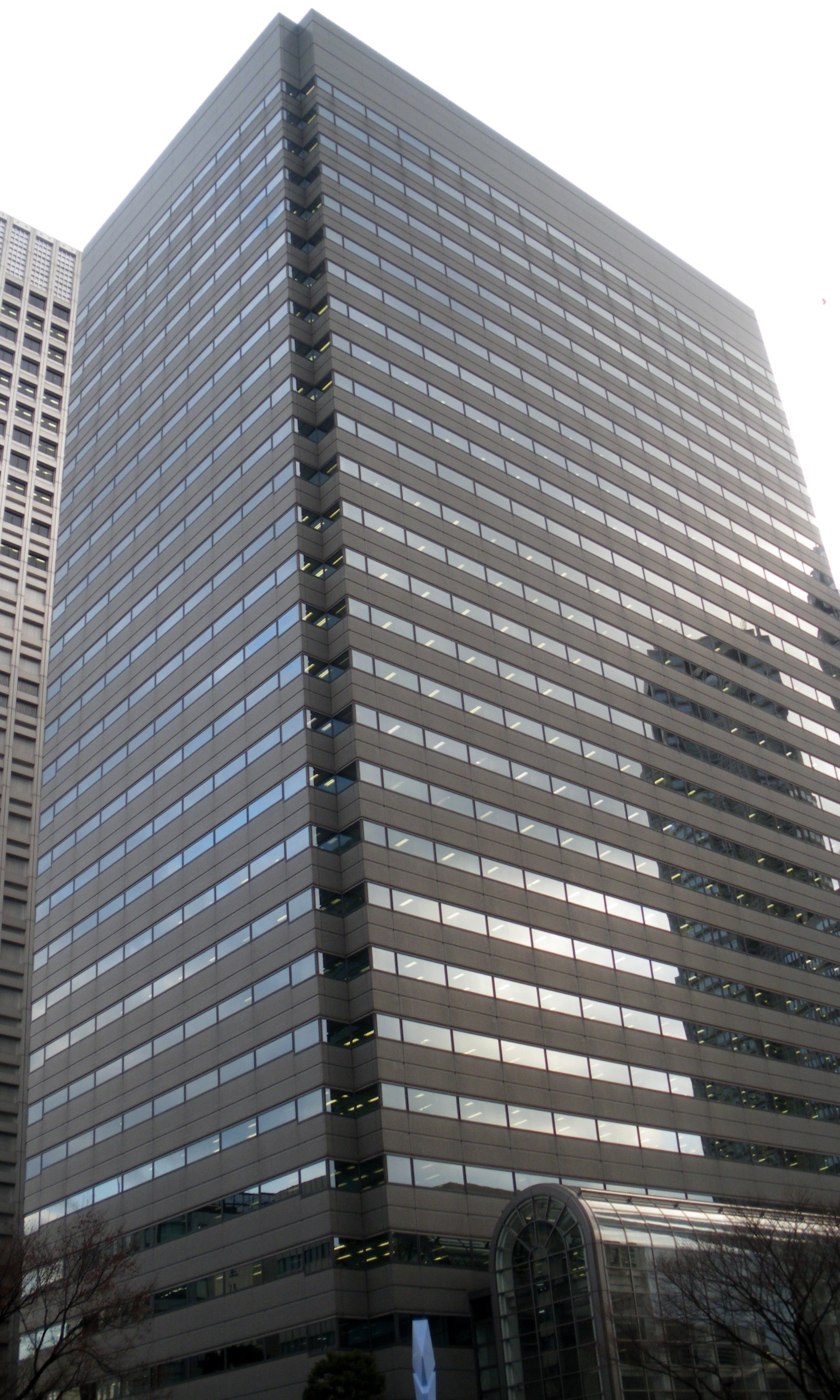
Shinjuku Monolith Building  (1990)
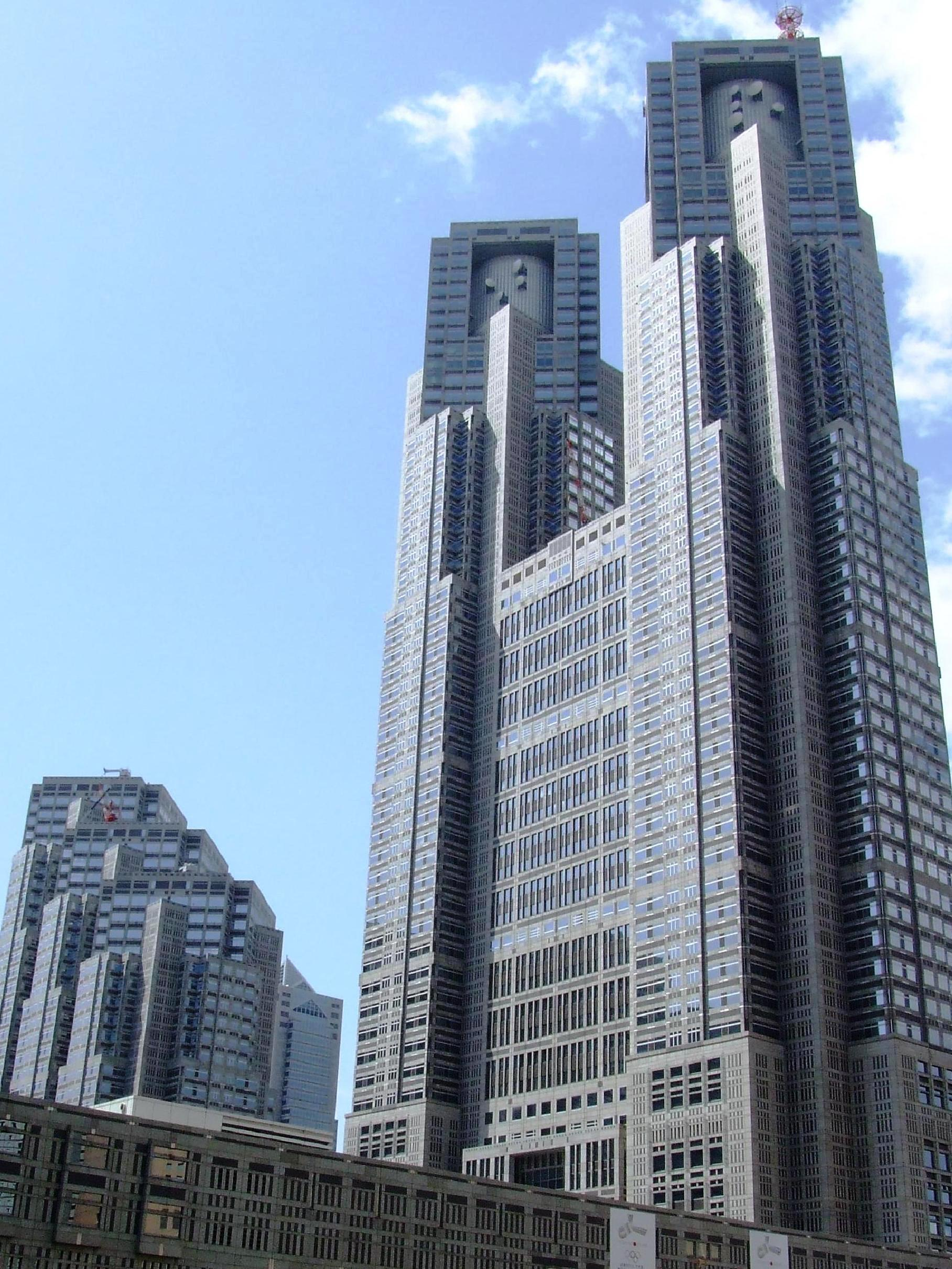
Siège du gouvernement métropolitain de Tōkyō (1991)
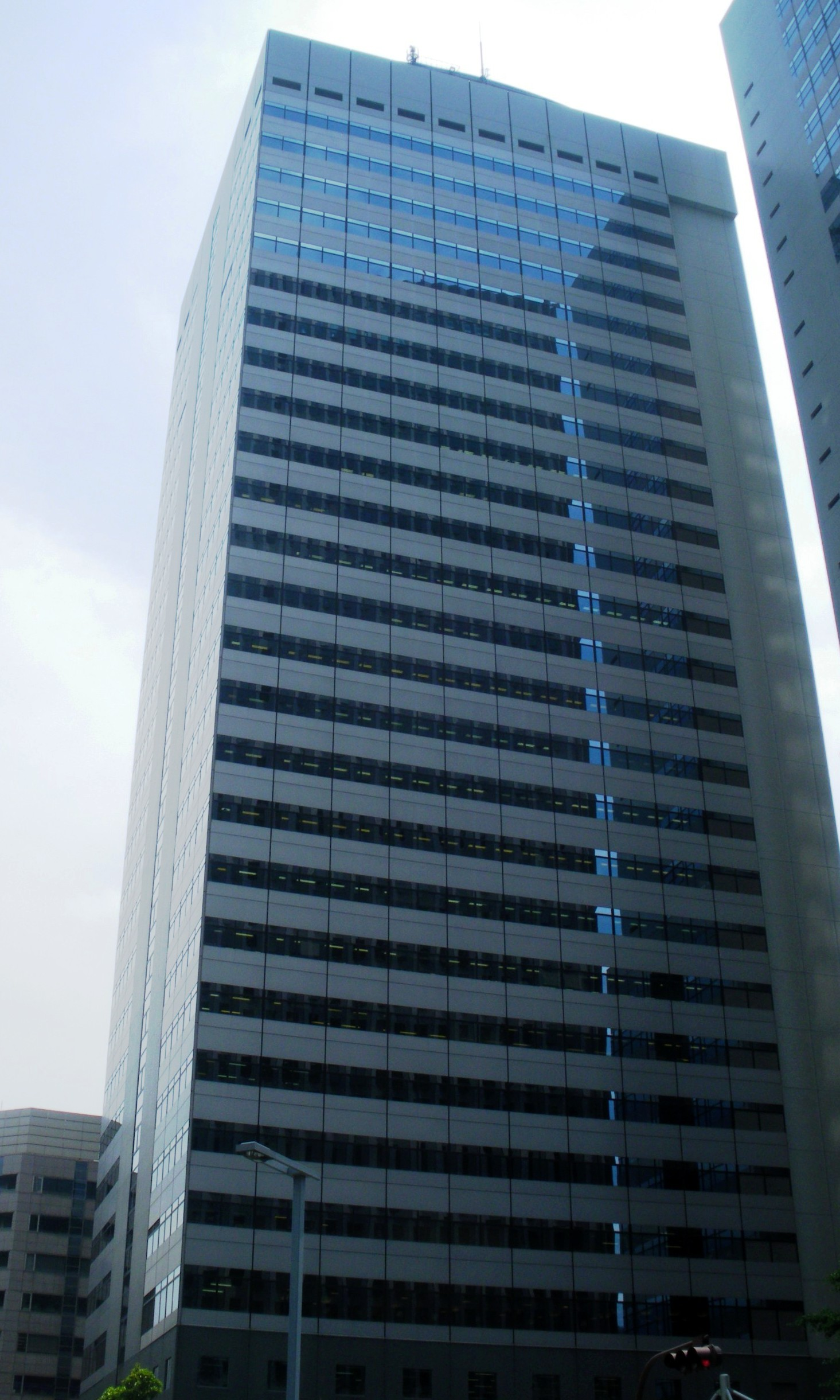
S-Tec Building (1992)
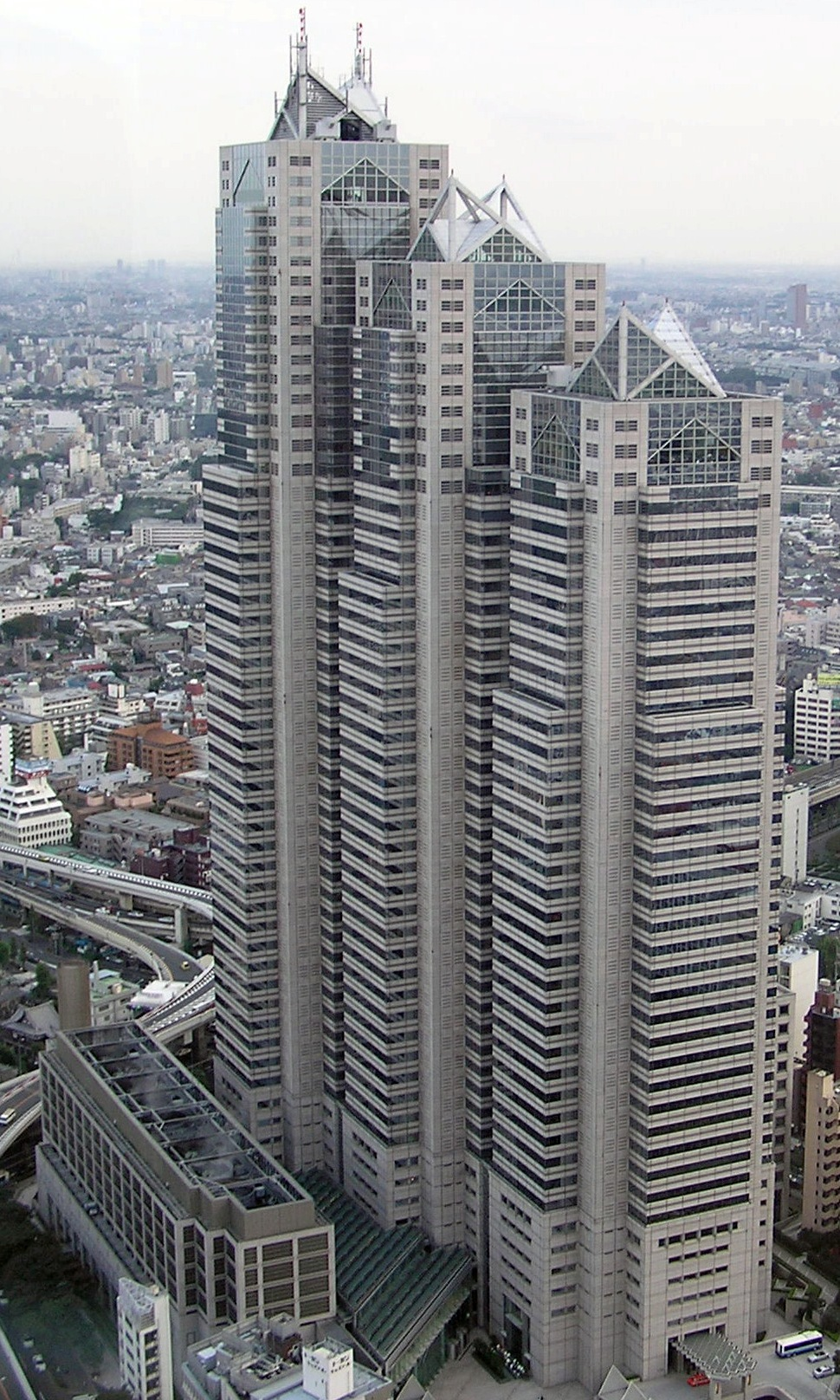
Shinjuku Park Tower (1994)
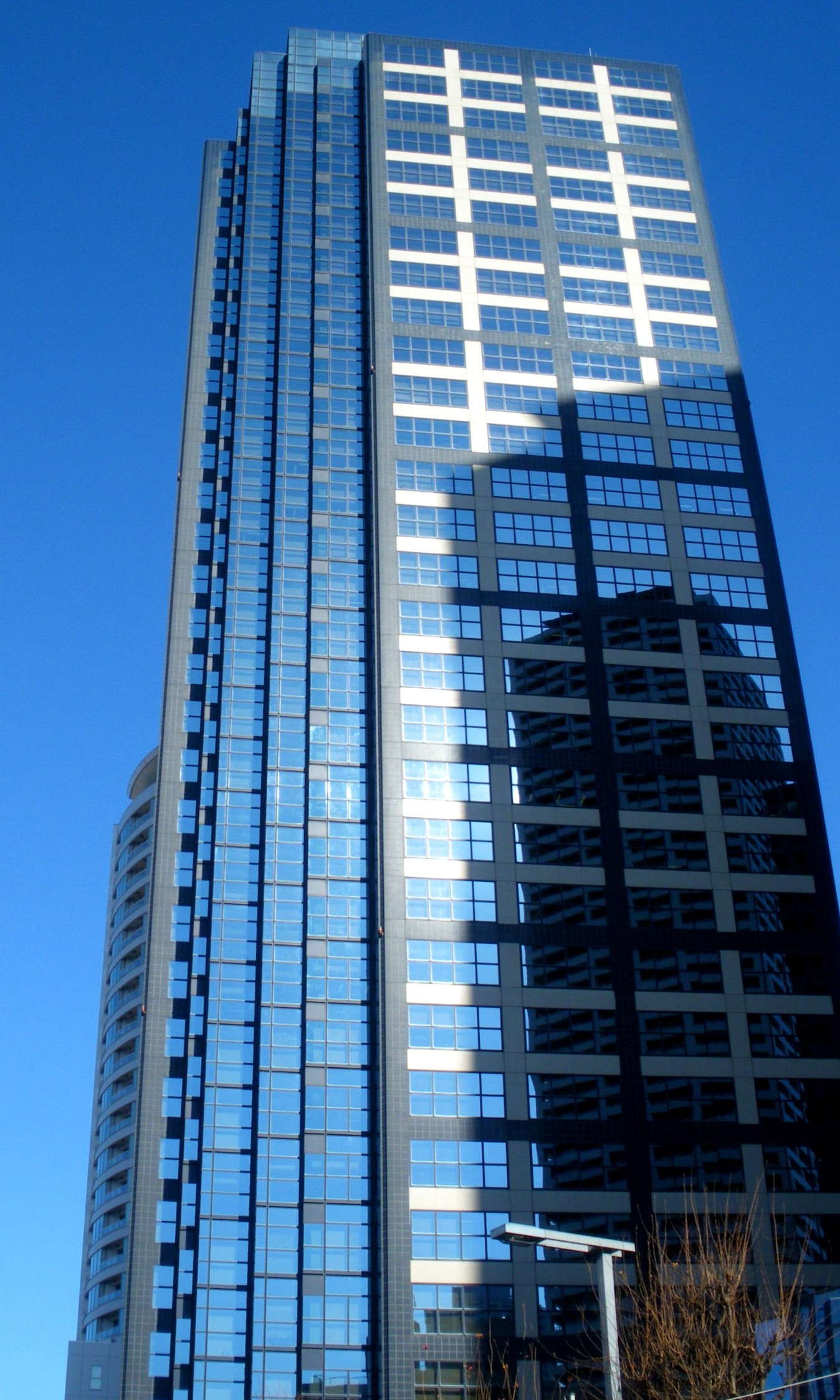
Shinjuku I-town Square (1994)
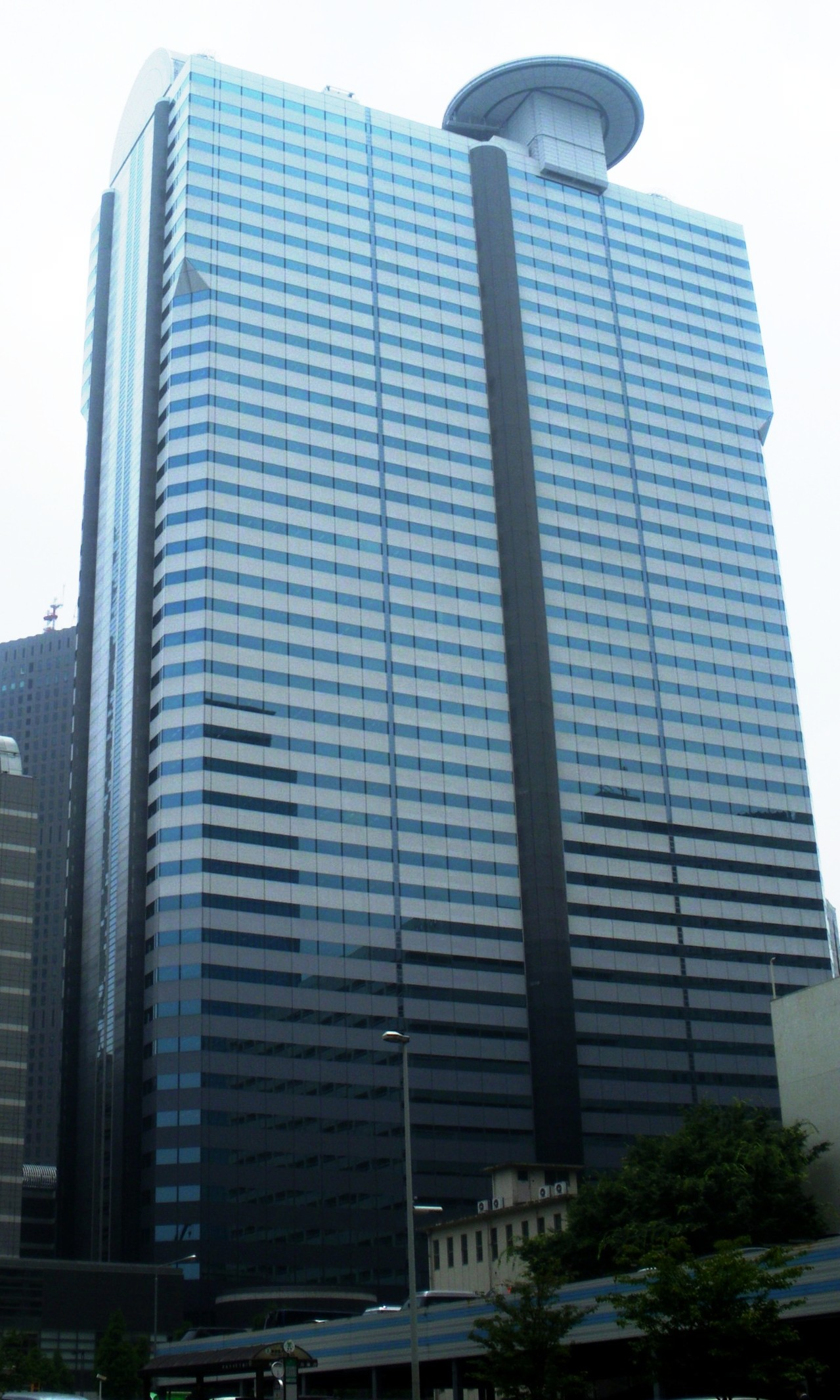
Shinjuku I-land Tower (1994)
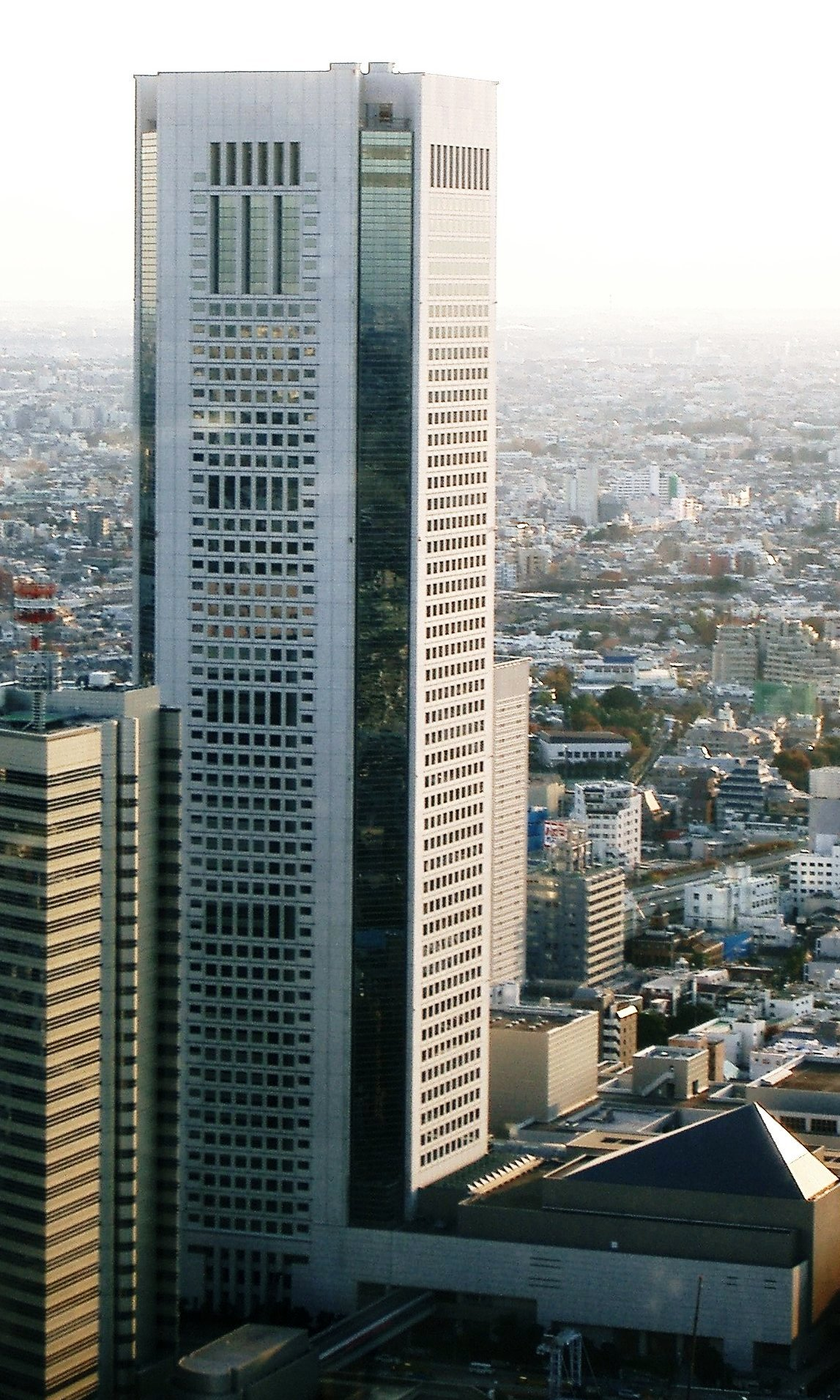
Tōkyō Opera City (1996)
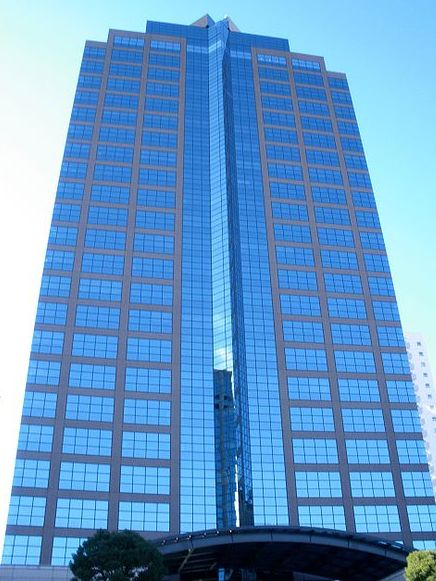
Nishi-Shinjuku Mitsui Building (1999)
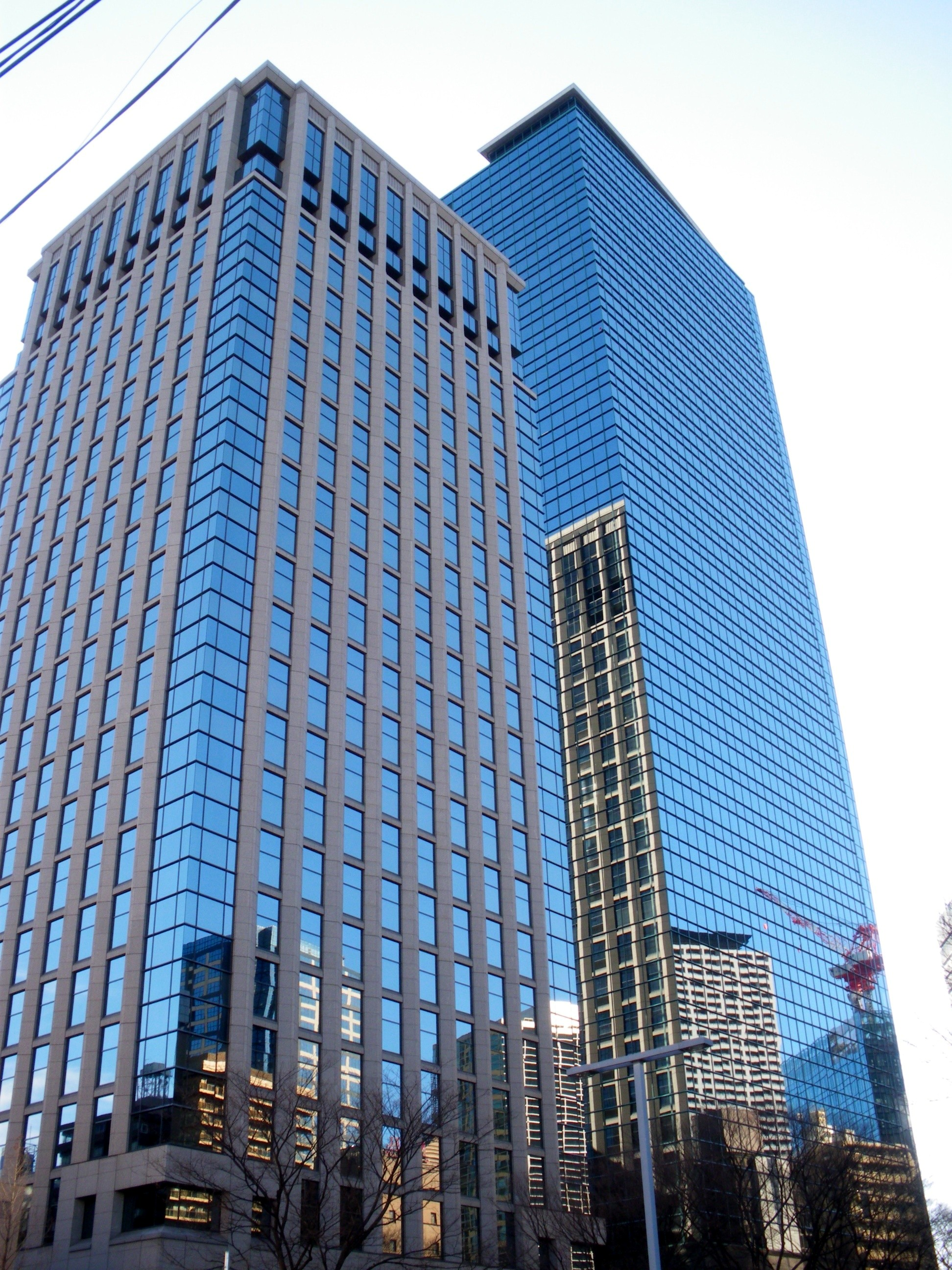
Shinjuku Oak City (left：2002, right:2003)
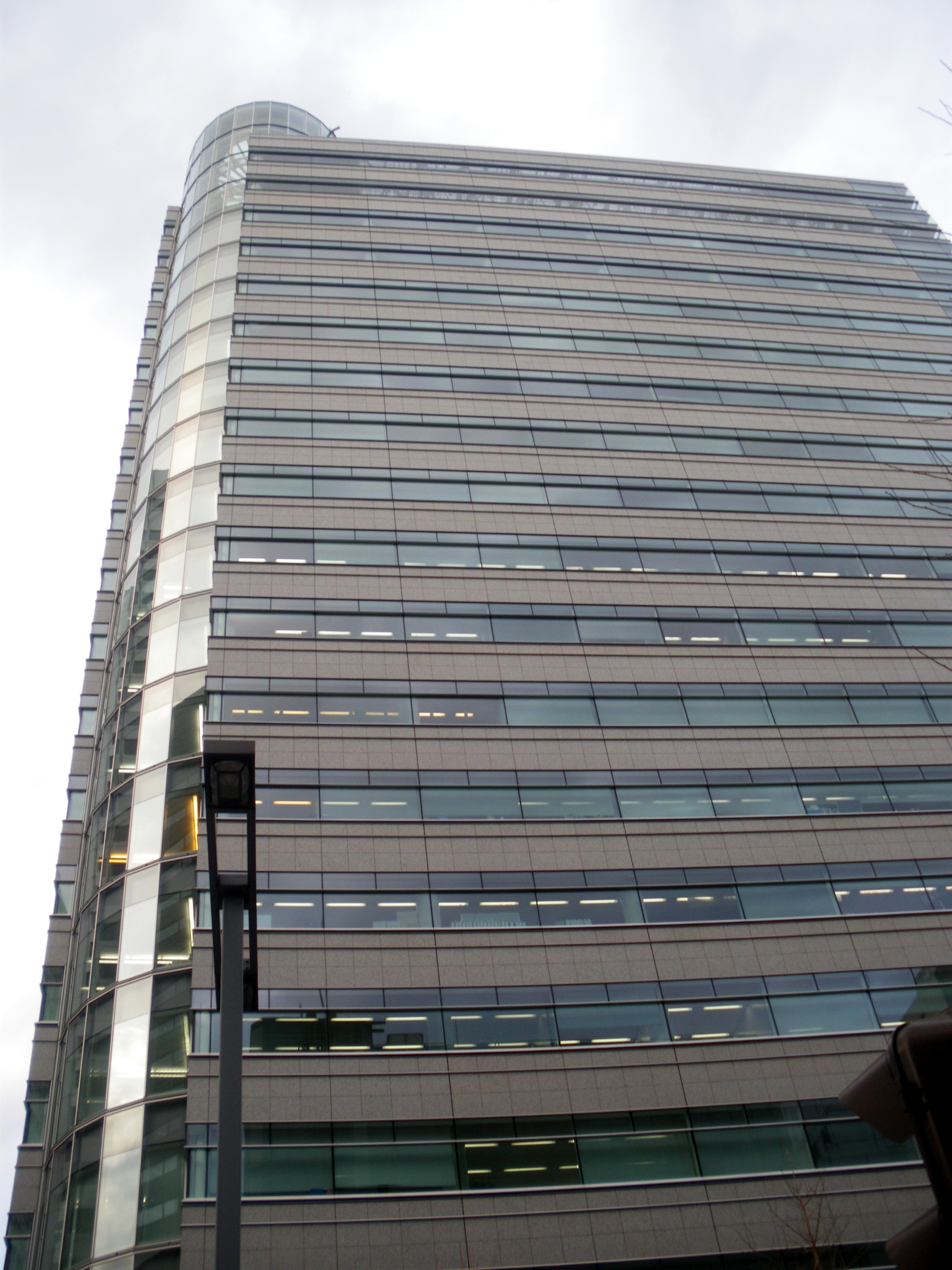
Shinjuku First West (2003)
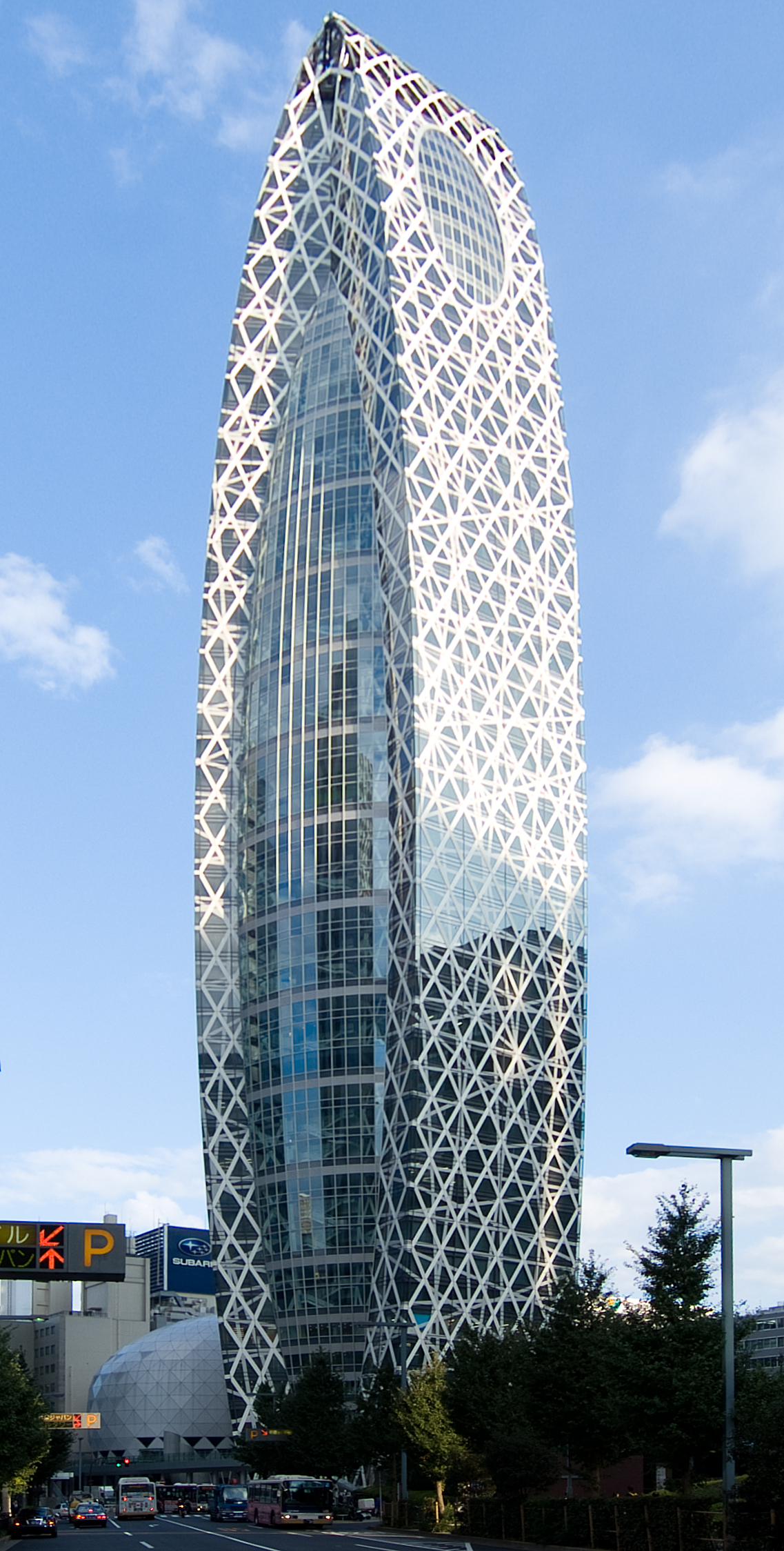
Mode Gakuen Cocoon Tower (2008)